# Іштван Секе
Іштван Секе (угор. István Szőke, 13 лютого 1947, Будапешт — 1 червня 2022) — угорський футболіст, що грав на позиції півзахисника. По завершенні ігрової кар'єри — футбольний тренер.
Виступав, зокрема, за клуб «Ференцварош», а також національну збірну Угорщини.

## Клубна кар'єра
У дорослому футболі дебютував 1965 року виступами за команду клубу «Ференцварош», в якій провів дев'ять сезонів, взявши участь у 191 матчі чемпіонату.  Більшість часу, проведеного у складі «Ференцвароша», був основним гравцем команди. У складі «Ференцвароша» був одним з головних бомбардирів команди, маючи середню результативність на рівні 0,37 голу за гру першості.
Завершив професійну ігрову кар'єру у клубі «Волан», за команду якого виступав протягом 1975—1976 років.

## Виступи за збірну
25 травня 1969 року дебютував у складі національної збірної Угорщини в матчі проти Чехословаччини, а останній — провів 21 листопада 1973 року проти Східної Німеччини. Протягом кар'єри у національній команді, яка тривала 5 років, провів у формі головної команди країни 13 матчів, забивши 3 голи.
У складі збірної був учасником чемпіонату Європи 1972 року у Бельгії.

## Кар'єра тренера
Розпочав тренерську кар'єру відразу ж по завершенні кар'єри гравця, 1976 року, очоливши тренерський штаб клубу «Волан». Наразі досвід тренерської роботи обмежується цим клубом.

## Досягнення
- Чемпіонат Угорщини
  -  Чемпіон (2): 1967, 1968
  -  Срібний призер (3): 1965, 1966, 1970, 1970/71, 1972/73, 1973/74
  -  Бронзовий призер (1): 1969

- Кубок Угорської Народної Республіки
  -  Володар (6): 1971/72, 1973/74
  -  Фіналіст (1): 1966

- Кубок ярмарків
  -  Фіналіст (1): 1967/68

## Статистика виступів у національній збірній
| Матчі та голи в футболці національної збірної | Матчі та голи в футболці національної збірної | Матчі та голи в футболці національної збірної | Матчі та голи в футболці національної збірної | Матчі та голи в футболці національної збірної | Матчі та голи в футболці національної збірної | Матчі та голи в футболці національної збірної |
| #                                             | Дата                                          | Стадіон                                       | Суперник                                      | Рахунок                                       | Голи                                          | Турнір                                        |
| 1969                                          | 1969                                          | 1969                                          | 1969                                          | 1969                                          | 1969                                          | 1969                                          |
| --------------------------------------------- | --------------------------------------------- | --------------------------------------------- | --------------------------------------------- | --------------------------------------------- | --------------------------------------------- | --------------------------------------------- |
| 1.                                            | 25.05.1969                                    | Будапешт, Угорщина                            | Чехословаччина                                | 2:0                                           | 0                                             | кв. ЧС-1970                                   |
| 1971                                          |                                               |                                               |                                               |                                               |                                               |                                               |
| 2.                                            | 01.09.1971                                    | Будапешт, Угорщина                            | Югославія                                     | 2:1                                           | 1                                             | товариський                                   |
| 3.                                            | 25.09.1971                                    | Будапешт, Угорщина                            | Болгарія                                      | 2:0                                           | 0                                             | кв. ЄВРО-1972                                 |
| 1972                                          |                                               |                                               |                                               |                                               |                                               |                                               |
| 4.                                            | 12.01.1972                                    | Мадрид, Іспанія                               | Іспанія                                       | 0:1                                           | 0                                             | товариський                                   |
| 5.                                            | 06.05.1972                                    | Будапешт, Угорщина                            | Мальта                                        | 3:0                                           | 0                                             | кв. ЧС-1974                                   |
| 6.                                            | 14.05.1972                                    | Бухарест, Румунія                             | Румунія                                       | 2:2                                           | 1                                             | кв. ЄВРО-1972                                 |
| 7.                                            | 17.05.1972                                    | Белград, Югославія                            | Румунія                                       | 2:1                                           | 1                                             | кв. ЄВРО-1972                                 |
| 8.                                            | 25.05.1972                                    | Стокгольм, Швеція                             | Швеція                                        | 0:0                                           | 0                                             | кв. ЧС-1974                                   |
| 9.                                            | 14.06.1972                                    | Брюссель, Бельгія                             | СРСР                                          | 0:1                                           | 0                                             | ЄВРО-1972                                     |
| 10.                                           | 15.10.1972                                    | Відень, Австрія                               | Австрія                                       | 2:2                                           | 0                                             | кв. ЧС-1974                                   |
| 1973                                          |                                               |                                               |                                               |                                               |                                               |                                               |
| 11.                                           | 13.06.1973                                    | Будапешт, Угорщина                            | Швеція                                        | 3:3                                           | 0                                             | кв. ЧС-1974                                   |
| 12.                                           | 26.09.1973                                    | Белград, Югославія                            | Югославія                                     | 1:1                                           | 0                                             | товариський                                   |
| 13.                                           | 21.11.1973                                    | Будапешт, Угорщина                            | НДР                                           | 0:1                                           | 0                                             | товариський                                   |